# 征服沙姆陣線
征服沙姆陣線（羅馬化：Jabhat Fateh al-Sham），原名努斯拉陣線（al-Nusra Front，常译为“叙利亚人民胜利阵线”，有时也译为“胜利阵线”或“支援阵线”），原是基地組織在敘利亞的分支。2016年7月28日，努斯拉陣線宣佈改名並脫離基地組織。2017年1月，征服沙姆陣線與其他幾個組織宣布合併為沙姆解放組織，但宗教守護者拒絕放棄與基地組織的聯繫，從該組織分裂。
敘利亞內戰開始後，該組織於2012年1月23日宣佈成立，並成為內戰中一支強大的參戰力量。該組織已被聯合國、澳大利亞、加拿大、新西蘭、俄羅斯、英國、美國和土耳其認定為恐怖組織。

## 意識形態

原努斯拉陣線的旗幟

努斯拉陣線爭取推翻敘利亞阿薩德政府，以遜尼派伊斯蘭國家取而代之。它雖然附屬於基地組織，不過它主要關注在敘利亞境內的當前敵人，尚未強調要針對西方國家目標或在全世界發起聖戰。
努斯拉陣線的成員被指控攻擊敘利亞非遜尼派的宗教信仰，包括阿拉維派。其成員也指美國和以色列是伊斯蘭教的敵人。

## 歷史

### 背景
努斯拉陣線有許多成員是在伊拉克加入阿布·穆萨布·扎卡维的伊斯蘭主義分子網絡對抗美軍的敘利亞人。美軍撤出伊拉克後，這些敘利亞人仍然留在當地。2011年敘利亞爆發內戰後，伊拉克伊斯蘭國派遣敘利亞聖戰分子和一些熟悉游擊戰術的伊拉克人到敘利亞。2011年10月至2012年1月的一些會議定出了他們的目標。

### 參與敘利亞內戰
在阿勒颇之战中，努斯拉陣線是反對派陣營的一支重要力量。美國把努斯拉陣線列為恐怖組織後，一些反對派團體不認同美國的指控，仍繼續與努斯拉陣線並肩作戰。自由敘利亞軍一個發言人表示：「我們與努斯拉陣線也許信念不同，不過我們是與同一個敵人戰鬥。」 一些自由敘利亞軍成員更改投努斯拉陣線。

### 與伊拉克伊斯蘭國分道揚鑣
2013年4月，伊拉克伊斯蘭國（ISI）首領阿布·贝克尔·巴格达迪在互聯網發佈錄音講話，宣佈努斯拉陣線是伊拉克伊斯蘭國在敘利亞的延伸。巴格達迪說努斯拉陣線的首領阿布·穆罕默德·朱拉尼是伊拉克伊斯蘭國派遣到敘利亞與當地已發展的細胞小組會面，伊拉克伊斯蘭國向努斯拉陣線提供參與敘利亞內戰所需的計劃和策略，並每月向他們提供資金支援。巴格達迪然後宣佈兩者將會合併為「伊拉克和沙姆伊斯蘭國」（ISIS）。次日約拉尼拒絕合併，表示努斯拉陣線繼續效忠基地組織及其領袖艾曼·扎瓦希里，又說努斯拉陣線領導層對於巴格達迪的聲明並不知情，只是從媒體得悉，如果該段講話屬實，則他們在事前未獲徵詢意見。
2013年5月，有報道指巴格達迪來到敘利亞阿勒頗省，開始招攬努斯拉陣線成員。據報努斯拉陣線許多外國成員改投巴格達迪的伊拉克和沙姆伊斯蘭國，而許多敘利亞人成員脫離努斯拉陣線改投其它伊斯蘭主義武裝組織。2013年5月間，努斯拉陣線的首領約拉尼在敘利亞政府軍的空襲中受傷。2013年6月，半島電視台報道基地組織首領扎瓦希里寫信給巴格達迪和約拉尼，反對兩個組織合併，並委派特使調解它們之間的緊張關係。同月稍後有巴格達迪的錄音講話發佈，他在講話中拒絕接受扎瓦希里的裁決，宣稱兩個組織的合併仍在進行中。這一連串事件據說導致努斯拉陣線的成員出現分化和無所適從。
努斯拉陣線的一些單位開始與伊拉克和沙姆伊斯蘭國發生武裝衝突，到2014年2月，基地組織公開宣佈與ISIS割斷關係。同月約拉尼為了ISIS涉嫌與自由沙姆人伊斯蘭運動高級指揮官Abu Khaled al-Souri被殺一事有關連，威脅向ISIS開戰，約拉尼給ISIS五天時間向三位在囚的聖戰分子教士提交證據證明自己清白。據敘利亞人權觀察報告，2014年4月16日，ISIS殺死努斯拉陣線在伊德利卜省的頭目Abu Mohammad al-Ansari及其家人。2014年5月，努斯拉陣線與ISIS在代爾祖爾省爆發戰鬥，雙方各有數以百計的人喪生。到2014年7月，努斯拉陣線已差不多被逐出該省。
2014年9月，以美國為首的多國聯軍開始空襲敘利亞境內的伊斯蘭國（此時ISIS已更名「伊斯蘭國」）目標，努斯拉陣線也被列為空襲對象。當時努斯拉陣線有意與伊斯蘭國和解，不過兩者之間的商議到11月終於告吹，原因包括巴格達迪堅持努斯拉陣線表態向他效忠。

### 2015年
2015年6月，努斯拉陣線武裝分子在伊德利卜省屠殺20名德魯茲族平民。努斯拉陣線的領導人稍後為此致歉，把事件歸咎於一小撮部下不守紀律。
2015年9月9日，以努斯拉陣線為首的伊斯蘭主義武裝分子從政府軍手上攻佔伊德利卜省阿布杜胡爾軍用機場，並在稍後處死至少56名政府軍俘虜。
俄羅斯空軍於2015年9月30日開始空襲敘利亞反政府武裝後，努斯拉陣線在多地遭到俄軍攻擊。努斯拉陣線懸賞獎勵任何活捉俄軍士兵的人。
2015年11月，努斯拉陣線與土耳其支持的敘利亞土庫曼旅在拉塔基亞省與得到什葉派民兵和俄軍空襲支援的敘政府軍激戰。

### 2016年
2016年7月28日，努斯拉陣線宣佈脫離基地组织，並改名為「征服沙姆陣線」，以消除俄羅斯與美國對該組織發動軍事攻擊的藉口。美國隨即表示不會改變把努斯拉陣線視為恐怖組織的立場。基地組織表示理解和支持努斯拉陣線的脫離。
美國雖然把征服沙姆陣線定性為恐怖組織，由於敘利亞政府軍在俄羅斯空軍支援下收復不少失地，美國被指為免敘利亞反對派戰敗，暫停攻擊與敘反對派並肩作戰的征服沙姆陣線，並且非正式地向征服沙姆陣線提供實質援助，協助其對抗俄敘聯軍。不過後來仍有征服沙姆陣線成員被美軍空襲身亡。
2016年9月26日，征服沙姆陣線接受德国媒体采访时透露，他们得到了多国政府的军事支援。利比亚通过土耳其提供坦克和多管火箭炮给征服沙姆陣線，而美国则通过第三方提供武器。其中，美国提供的陶式反坦克导弹成为征服沙姆陣線多次战胜叙政府军的关键因素。除此以外，土耳其、卡塔尔、沙特阿拉伯、以色列和美国也有派遣专家指导征服沙姆陣線使用卫星、导弹、热成像摄像机和其他侦察工具。

### 2017年
2017年1月，征服沙姆陣線與自由沙姆人伊斯蘭運動在敘利亞西北部爆發激烈衝突。2017年1月28日，征服沙姆陣線與其它數個聖戰分子團體組成「沙姆解放組織」。

## 外部連結
- First ever broadcast interview with Abu Mohammed al-Joulani （页面存档备份，存于）